# Menelik I

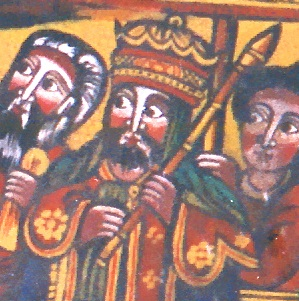
Fragment obrazu z kościoła w mieście Aksum przedstawiający Menelika I

Menelik I (gyyz ምኒልክ Mənilək), właśc. Ebna la-Hakim (oryginalnie Bäynä Ləḥkəm, od arab.  ابن الحكيم, Ibn Al-Hakim, w tłumaczeniu syn mądrego) – pierwszy cesarz Etiopii. Zgodnie z legendą syn Makedy (królowej Saby) i izraelskiego króla Salomona. W zależności od źródeł rządził w latach 954–930, 975–950 lub 982–957 p.n.e. Jego potomkowie wchodzą w skład do dziś żyjącej (choć nierządzącej od 1974 r.) dynastii salomońskiej. 